# Entkriminalisierung
Entkriminalisierung ist ein in der rechtspolitischen Diskussion und der Strafrechtsreform gebrauchter Begriff.
Entkriminalisierung setzt logischerweise voraus, dass eine Verhaltensweise kriminalisiert ist. Der Vorgang der Kriminalisierung stellt das Gegenstück zur Entkriminalisierung dar. Die Forderung nach Entkriminalisierung geht dahin, bestimmte Verhaltensweisen nicht mehr mit strafrechtlichen Strafen (und der damit verbundenen besonderen Missbilligung durch die Rechtsgemeinschaft) zu belegen, sondern nur noch als Ordnungswidrigkeit zu verfolgen. Ein Beispiel für Entkriminalisierung in der Bundesrepublik Deutschland ist die Herausnahme der Übertretungen aus dem Strafgesetzbuch 1974 und die zuvor erfolgte Schaffung des Gesetzes über Ordnungswidrigkeiten 1968; einige Straftatbestände wurden zu solchen, manche Straftatbestände wurden komplett gestrichen.
Weitere Beispiele:
- Grober Unfug: Ersetzung des  § 360 Abs. 1 Nr. 11 StGB a.F. durch § 118 OWiG zum 1. Januar 1975 (gleichzeitig Umbenennung des Delikts in „Belästigung der Allgemeinheit“).
- Prostitution: Änderung der §§ 180a I, 181a II StGB zum 1. Januar 2002 schafft die Möglichkeit, sichere, hygienische und komfortable Arbeitsbedingungen sowie den Abschluss von Arbeitsverträgen straffrei anzubieten.[2] Ein Anliegen der Strafrechtsreformer war, dass die Prostitution nur noch insoweit strafrechtlich verfolgt werden soll, als sie mit Zwang oder anderweitiger Ausnutzung der Prostituierten, in jugendgefährdender Weise (zum Beispiel in der Nähe von Kindergärten, Schulen und ähnlichen Einrichtungen) oder in Sperrbezirken erfolgt.
- Konsumcannabisgesetz: Seit 1. April 2024 ist der Eigenanbau und Besitz von Cannabis in engen Grenzen erlaubt. Im Zusammenhang mit illegalen Drogen geht es überwiegend um die Frage, ob das Strafrecht das geeignete Mittel ist, um die Gefahren des Drogenkonsums zu bekämpfen und den Jugendschutz zu gewährleisten (siehe Legalisierung von Drogen).

Im Gespräch sind auch Vorschläge, weniger schwerwiegende Straftaten wie Ladendiebstähle, leichte Sachbeschädigungen oder Schwarzfahrten zu entkriminalisieren. Bei diesen Vorschlägen geht es nicht darum, den Unrechts-Charakter der Taten zu bestreiten, sondern die „kostbare Ressource Recht“ effizienter zu nutzen, indem Polizei und Justiz entlastet werden.
Am 14. Oktober 2015 legte die Bundestagsfraktion Bündnis 90/Die Grünen dem Deutschen Bundestag einen Gesetzentwurf zur Entkriminalisierung von Menschen ohne Aufenthaltsstatus vor.
Im April 2023 wurden Pläne des Justizministeriums bekannt, die Verkehrsunfallflucht nur noch als Ordnungswidrigkeit und nicht mehr als Straftat einzustufen, solange nur ein Sachschaden, aber kein Personenschaden vorliegt.
Bundesjustizminister Marco Buschmann kündigte an, 2023 die Herabstufung der Beförderungserschleichung von einer Straftat zur Ordnungswidrigkeit zu prüfen.

## Andere Staaten
Parallel zur Präsidentschaftswahl am 3. November 2020 in den Vereinigten Staaten von Amerika stimmten die Einwohner in einem Referendum des US-Bundesstaates Oregon für eine Entkriminalisierung von harten Drogen (Cannabis ist in Oregon ohnehin bereits legal). Seit dem 1. Februar 2021 wurde bei Konsumenten eine geringe Menge nur noch wie eine Ordnungswidrigkeit gehandhabt. Die Folgen wurden eher negativ beurteilt. So stieg die Zahl der an Überdosen verstorbenen Einwohner im Jahr 2021 deutlich stärker an als im Rest der USA, der jedoch ebenfalls einen Anstieg verzeichnete. Im September 2024 wurde die Regelung wieder aufgehoben.
In der kanadischen Provinz British Columbia begann am 31. Januar 2023 ein Experiment zur Entkriminalisierung harter Drogen. Der Besitz von bis zu 2,5 Gramm Opioiden, Kokain, Methamphetamin und MDMA wird dort nicht mehr bestraft. Das Experiment ist auf 3 Jahre befristet.